# Pont dels màrtirs del 15 de juliol

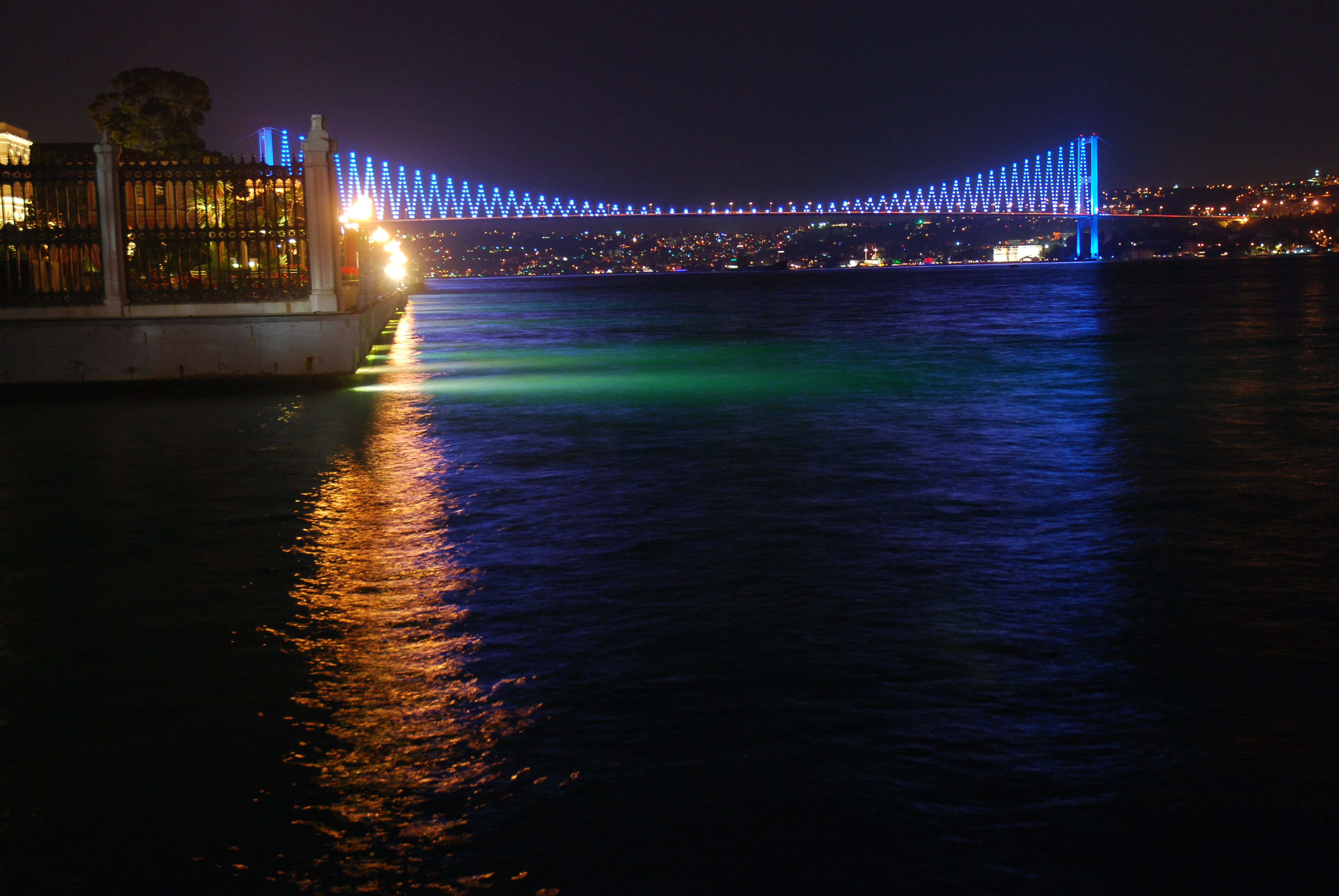
El pont il·luminat amb LED

El pont del Bòsfor o pont dels màrtirs del 15 de juliol (en turc, Boğaziçi Köprüsü, o Birinci Köprü) és un pont penjant que uneix la part asiàtica (Beylerbeyi) amb la part europea (Ortaköy) de la ciutat d'Istanbul, Turquia, travessant el canal del mateix nom.
Té una longitud de 1.074 metres i sis carrils (tres de cada costat). No obstant això, aquest no és el pont penjant més llarg d'Istanbul. El pont de Fatih Sultan Mehmet que va ser acabat l'any 1988: té una longitud de 1.090 metres i es troba gairebé a cinc quilòmetres al nord del primer pont. Durant les hores punta de la ciutat, aquests dos ponts sofreixen grans embussos de trànsit. A més, els dos ponts tenen estipulat un peatge de pas (actualment de 3 YTL, una mica menys de 2 euros) que es cobra només quan es passa des de la part europea a l'asiàtica. Aquest cobrament de peatge fa encara més importants els embussos que s'hi formen.

## Història
El projecte de construcció d'un pont penjant sobre l'estret del Bòsfor va ser concebut pel govern turc l'any 1950, i es dugué a terme 20 anys després, el 1970. La construcció va durar 3 anys, per la qual cosa el projecte finalitzà l'any 1973.
Des del 23 d'abril del 2007, aquest pont és il·luminat mitjançant LED, amb això s'aconsegueix un important estalvi energètic.
El primer ministre turc Adnan Menderes fou qui va decidir donar impuls a la construcció d'un pont que unís les parts asiàtica i europea d'Istanbul.
Després que un grup de soldats prengués el control i tanqués parcialment el pont durant l'intent del cop d'estat de Turquia del 2016, el 15 de juliol de 2016, el primer ministre Binali Yıldırım va anunciar la decisió del Consell de Ministres de Turquia de rebatejar el pont formalment com el "15 Temmuz Şehitler Köprüsü" ("pont dels màrtirs del 15 de juliol") en memòria dels morts mentre es resistia a l'intent de cop d'estat.

## Miscel·lània
El pont va ser representat en l'anvers i revers dels bitllets turcs de 1978-1986.
Cada octubre, la Intercontinental Istanbul Eurasia Marathon travessa el pont que va d'Àsia a Europa. Durant la marató, el pont és tancat al trànsit vehicular.
A l'octubre, els visitants participen en la "cursa divertida" i creuen el pont a peu. Molts fan pícnics per gaudir de la vista.